# ジャレッド・ケイニグ
- ジャレッド・コーニグ

ジャレッド・タイラー・ケイニグ（Jared Tyler Koenig, 1994年1月24日 - ）は、アメリカ合衆国カリフォルニア州サンノゼ出身のプロ野球選手（投手）。左投右打。MLBのミルウォーキー・ブルワーズ所属。

## 経歴

### プロ入り前
セントラル・アリゾナ大学在学中の2014年にMLBドラフト35巡目（全体1038位）でシカゴ・ホワイトソックスから指名されたが、ホワイトソックスは同年のドラフト1巡目（全体3位）で指名したカルロス・ロドンに多額の契約金を費やしたため、自身には契約が提示されなかった。
その後はオールド・ドミニオン大学、カリフォルニア州立大学モンテレイベイ校でプレーしたが、ドラフトで指名されることはなかった。

### プロ入りと独立リーグ時代
2017年にペコス・リーグのモンテレイ・アンバージャックスと契約してプロ入り。この年は移籍を繰り返し、アメリカン・アソシエーションのサライナ・ストックエード、パシフィック・アソシエーションのサンラファエル・パシフィックス、ユナイテッドショアリーグのバーミンガム・ブルームフィールド・ビーバーズの計4球団でプレーした。
2018年はパシフィック・アソシエーションのサンラファエルでプレーし、16試合に先発登板して11勝1敗、防御率3.54の成績を記録し、リーグ最優秀投手に選出された。
2019年はフロンティアリーグのレイクエリー・クラッシャーズに所属し、20試合（先発18試合）に登板して7勝2敗、防御率2.24という成績を記録した。オフにはオーストラリアン・ベースボールリーグのオークランド・トゥアタラでプレーした。

### アスレチックス時代
2019年12月21日にオークランド・アスレチックスとマイナー契約を結んだ。
2020年は新型コロナウイルスの感染拡大の影響でマイナーリーグの試合が開催されなかったため、公式戦の出場はなかった。
2021年は傘下のAA級ミッドランド・ロックハウンズで24試合（先発21試合）に登板して7勝5敗、防御率3.26、100奪三振の成績を記録した。
2022年はAAA級ラスベガス・アビエイターズで開幕を迎えた。6月8日にメジャー契約を結んでアクティブ・ロースター入りし、同日のアトランタ・ブレーブス戦に先発登板してメジャーデビューを果たした。この年は10試合（先発5試合）に登板し、1勝3敗、防御率5.72、22奪三振という成績でシーズンを終えた。オフの11月18日にフリーエージェント（FA）となった。

### パドレス傘下時代
2023年2月23日にサンディエゴ・パドレスとマイナー契約を結んだ。傘下AA級サンアントニオ・ミッションズと傘下AAA級エルパソ・チワワズの2球団に所属し、合計で48試合登板、6勝4敗7セーブ、防御率3.81を記録したが、メジャー昇格の機会はなかった。オフの11月6日にFAとなった。

### ブルワーズ時代
2023年11月17日にミルウォーキー・ブルワーズとマイナー契約を結んだ。
2024年はAAA級ナッシュビル・サウンズで開幕を迎え、4月14日にメジャー契約を結んでアクティブ・ロースター入りした。

## 詳細情報

### 年度別投手成績
| 年 度    | 球 団    | 登 板 | 先 発 | 完 投 | 完 封 | 無 四 球 | 勝 利 | 敗 戦 | セ 丨 ブ | ホ 丨 ル ド | 勝 率 | 打 者 | 投 球 回 | 被 安 打 | 被 本 塁 打 | 与 四 球 | 敬 遠 | 与 死 球 | 奪 三 振 | 暴 投 | ボ 丨 ク | 失 点 | 自 責 点 | 防 御 率 | W H I P |
| -------- | -------- | ----- | ----- | ----- | ----- | -------- | ----- | ----- | -------- | ----------- | ----- | ----- | -------- | -------- | ----------- | -------- | ----- | -------- | -------- | ----- | -------- | ----- | -------- | -------- | ------- |
| 2022     | OAK      | 10    | 5     | 0     | 0     | 0        | 1     | 3     | 0        | 0           | .250  | 177   | 39.1     | 40       | 4           | 15       | 0     | 5        | 22       | 4     | 1        | 25    | 25       | 5.72     | 1.40    |
| 2024     | MIL      | 55    | 6     | 0     | 0     | 0        | 9     | 4     | 1        | 10          | .692  | 265   | 62.0     | 54       | 4           | 23       | 4     | 4        | 63       | 0     | 0        | 22    | 17       | 2.47     | 1.24    |
| MLB：2年 | MLB：2年 | 65    | 11    | 0     | 0     | 0        | 10    | 7     | 1        | 10          | .588  | 442   | 101.1    | 94       | 8           | 38       | 4     | 9        | 85       | 4     | 1        | 47    | 42       | 3.73     | 1.30    |

- 2024年度シーズン終了時

### 年度別守備成績
| 年 度 | 球 団 | 投手（P） | 投手（P） | 投手（P） | 投手（P） | 投手（P） | 投手（P） |
| 年 度 | 球 団 | 試 合     | 刺 殺     | 補 殺     | 失 策     | 併 殺     | 守 備 率  |
| ----- | ----- | --------- | --------- | --------- | --------- | --------- | --------- |
| 2022  | OAK   | 10        | 0         | 3         | 1         | 0         | .750      |
| 2024  | MIL   | 55        | 0         | 5         | 2         | 0         | .714      |
| MLB   | MLB   | 65        | 0         | 8         | 3         | 0         | .727      |

- 2024年度シーズン終了時

### 背番号
- 46（2022年）
- 35（2024年）
- 47（2024年 - ）